# U-Bahn-Station Waterloo

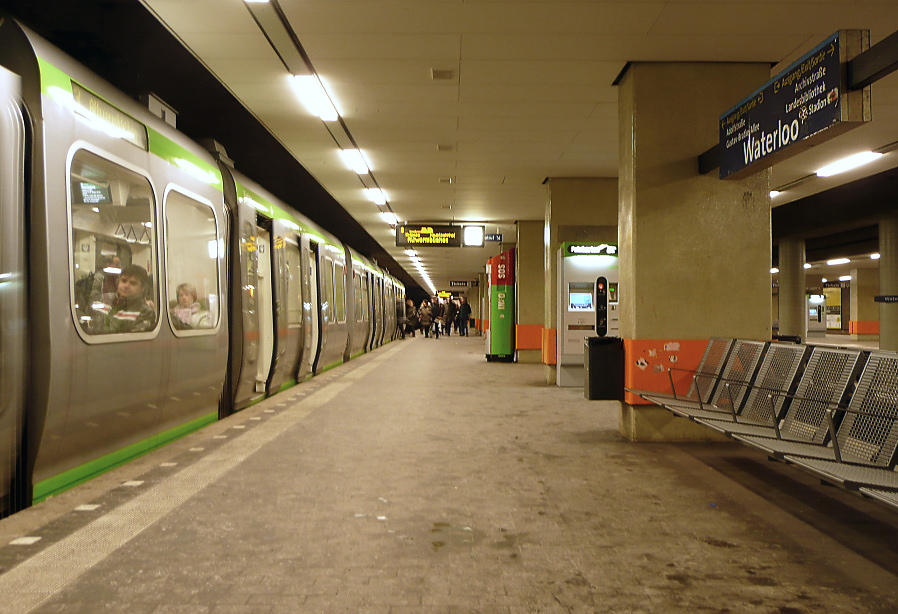
Außengleis Richtung Kröpcke vor der Neugestaltung im Jahr 2014

Die U-Bahn-Station Waterloo ist eine U-Bahn-Station auf der A-Strecke der Stadtbahn Hannover. Die viergleisige Verzweigungsstation befindet sich unter dem namensgebenden Waterlooplatz im hannoverschen Stadtteil Calenberger Neustadt. Hier halten die Züge der Linien 3, 7, 9 und 13 sowie im Nachtsternverkehr die Linie 12.

## Geschichte

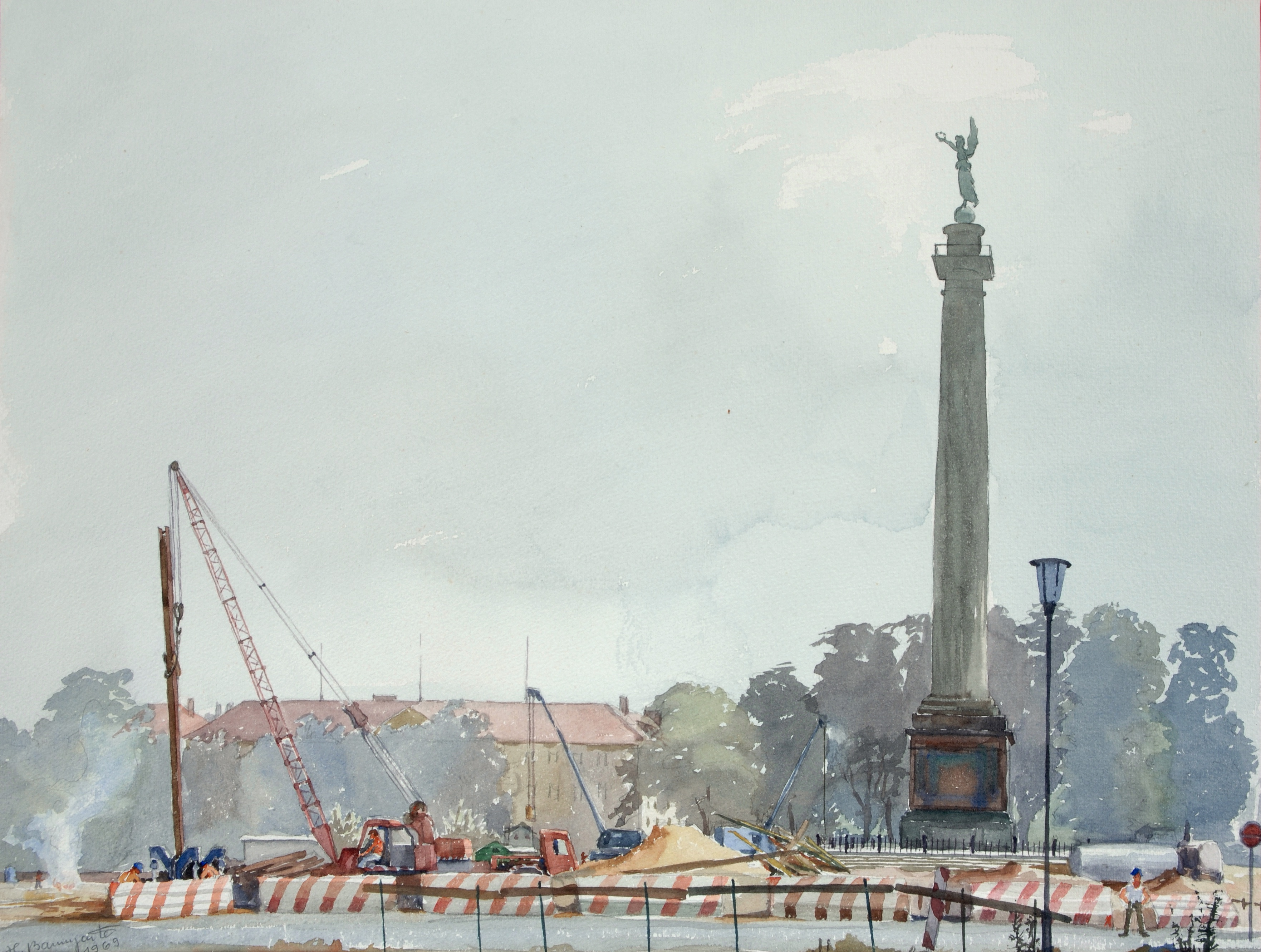
Aquarell aus der Anfangszeit des U-Bahn-Baus am Waterlooplatz;
datiert 1969, Maler Heinz Baumgarte

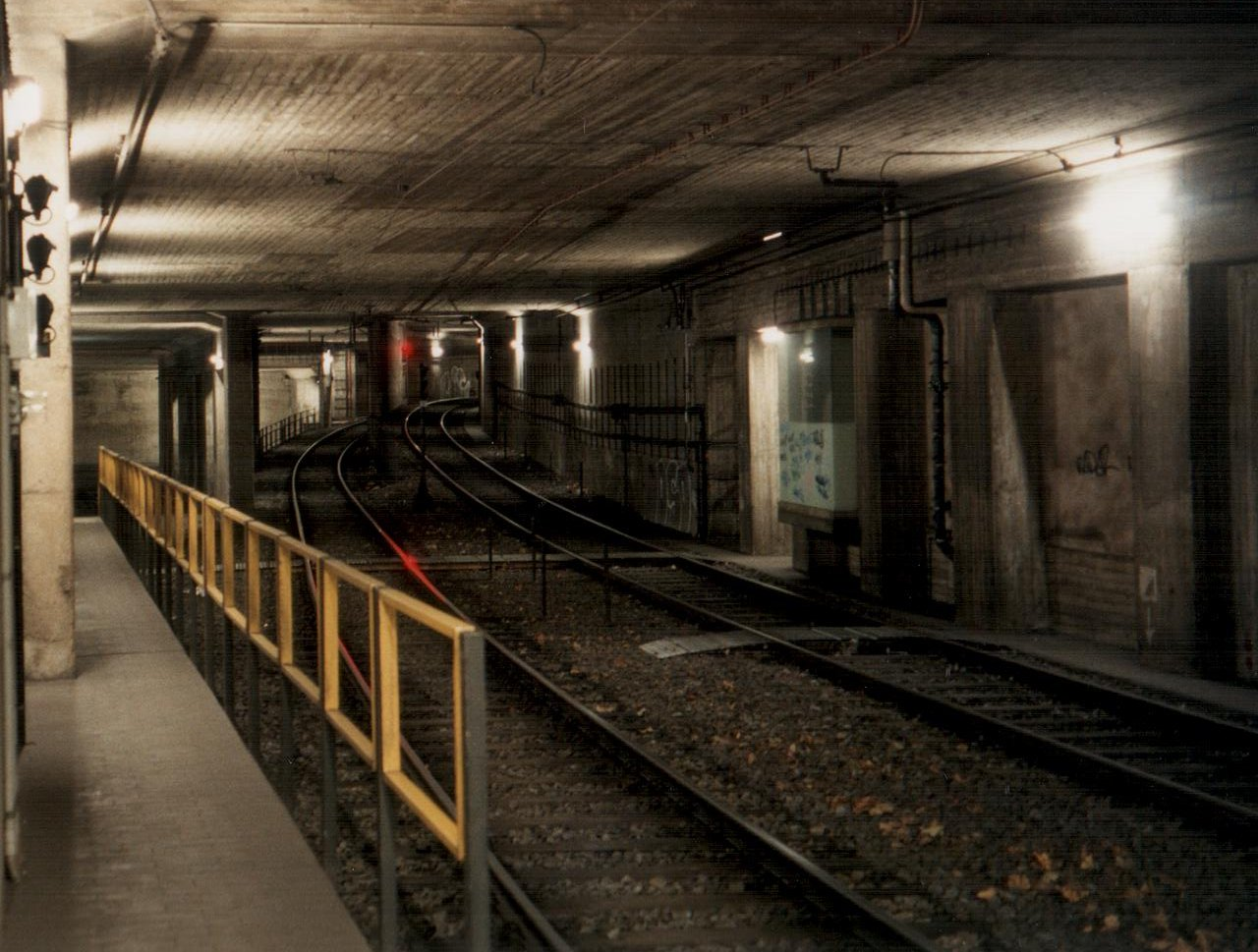
Bauvorleistung am südlichen Ende der Station

Am 16. November 1965 begann am Waterlooplatz der Bau der hannoverschen Stadtbahn. Kurze Zeit später ruhten die Arbeiten wieder wegen Finanzierungsproblemen. Nachdem der Bund seit 1967 Vorhaben zur Verbesserung der Verkehrsverhältnisse der Gemeinden mit finanzierte, wurden die Arbeiten wieder aufgenommen.
Eine von dem hannoverschen Fotografen Joachim Giesel um 1968 gefertigte Aufnahme zeigt die Großbaustelle der späteren U-Bahn-Station Waterlooplatz als riesige Baugrube, die sich erst im Bereich zum Friederikenplatz zum Tunnel verengt. 1972 konnten zwischen Gustav-Bratke-Allee und Kröpcke erste Testfahrten im A-Tunnel stattfinden.
Nach den ursprünglichen U-Bahn-Planungen sollten von der Station Waterloo später einmal die Tunnelstrecken A-Süd und A-West weitergeführt werden. Darüber hinaus sollte eine unterirdische Kehranlage entstehen. Im Hinblick auf diese Planungen wurden beim Bau der Station einige Bauvorleistungen geschaffen, die im südlichen Teil der Station erkennbar sind.
Am 28. September 1975 wurde die erste Stadtbahnlinie 12 vom Hauptbahnhof über Waterloo nach Oberricklingen eröffnet. Zunächst wurden nur die zwei innenliegenden Gleise der Station genutzt, die zur Rampe in der Gustav-Bratke-Allee führten. 1979 wurde die A-West-Strecke in Richtung Empelde ebenfalls über die Rampe an den Tunnel angeschlossen. Hier entlang führte die Linie 19, die später in 9 umbenannt wurde.
Im Jahr 1999 wurden mit dem Bau der Spange Legionsbrücke die beiden äußeren Gleise in Betrieb genommen. Die Linien 3 und 7 führten nun nicht mehr über Schwarzer Bär, sondern direkt zur Haltestelle Krankenhaus Siloah (jetzt Allerweg). Von der ursprünglichen Planung der unterirdischen Weiterführung der Strecke war man abgerückt und hatte stattdessen die Ihme auf der Legionsbrücke überquert. Beim Bau der Verlängerung wurde wieder eine Bauvorleistung in Form eines kurzen Tunnelstücks geschaffen. Dadurch besteht die Möglichkeit, die A-West-Strecke eines Tages in einen Tunnel durch Linden-Mitte zu verlegen.

## Beschreibung

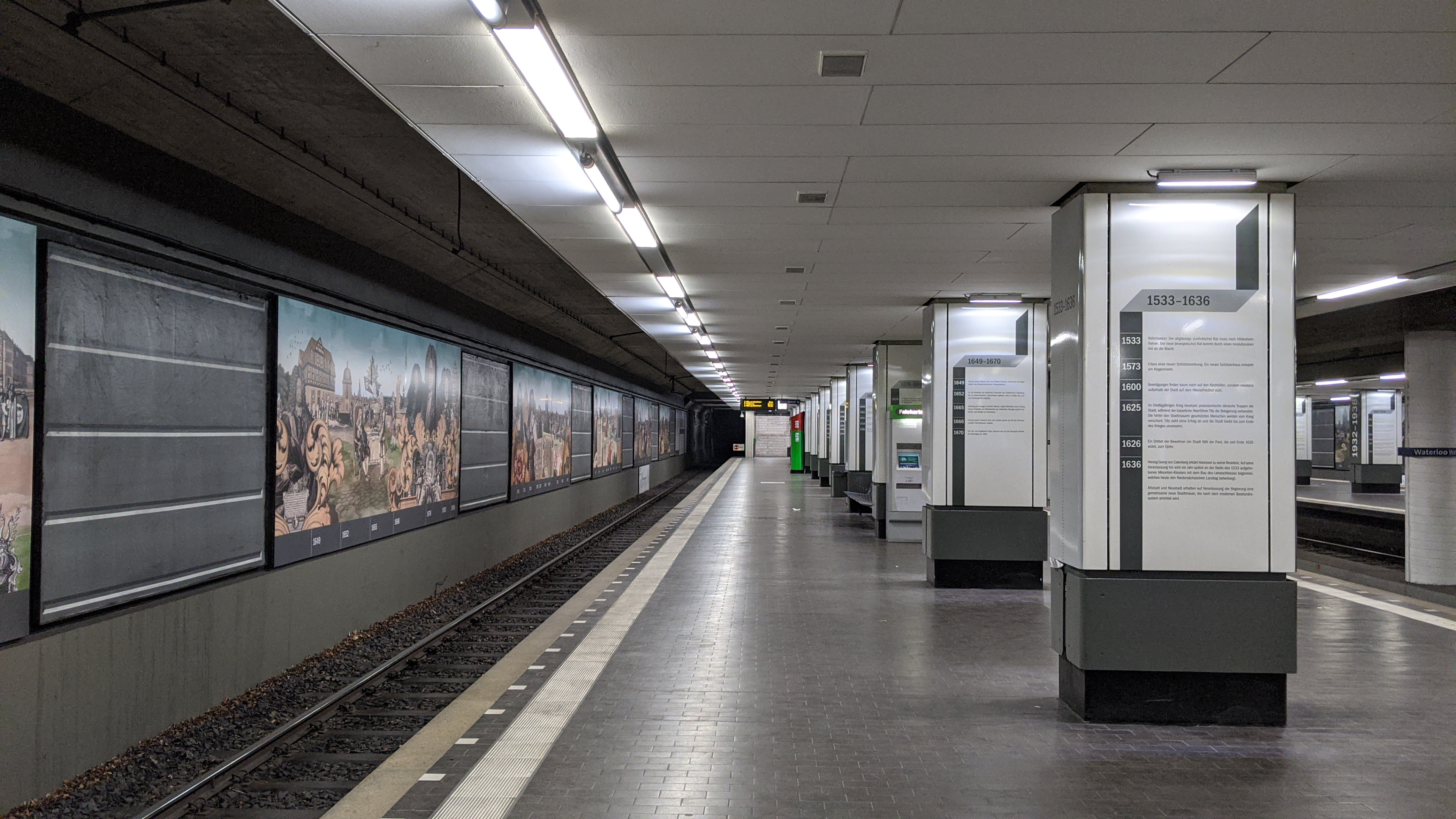
Die U-Bahn-Station Waterloo nach der Neugestaltung

Die Station besitzt zwei Richtungs-Bahnsteige. Auf den beiden innenliegenden Gleisen halten die Züge, die über die Rampe Gustav-Bratke-Allee nach Linden-Mitte oder zum Betriebshof Glocksee fahren oder von dort kommen. Die Züge von und nach Ricklingen nutzen die beiden äußeren Gleise, die zur Rampe an der Legionsbrücke führen. Nächste Station in Richtung Stadtmitte ist Markthalle/Landtag, stadtauswärts folgt auf der A-Süd die Haltestelle Allerweg und auf der A-West die Haltestelle Schwarzer Bär. Bahnen, die in Richtung Glocksee fahren, halten als Nächstes an der Haltestelle Humboldtstraße.
Die zuvor weitgehend schmucklosen Betonwände der unter großem Zeitdruck fertiggestellten U-Bahn-Station wurden 2014 grundlegend renoviert und mit Abbildungen und Tafeln zur Stadtgeschichte ausgestattet. Im Jahr 2018 wurde die Station mit dem German Design Award in der Kategorie „Excellent Communications Design Interior Architecture“ ausgezeichnet.

## Linien
| Linie | Verlauf | Takt                                       |
| ----- | --- | ------------------------------------------ |
| 3     | Altwarmbüchen – Paracelsusweg – Noltemeyerbrücke – Vier Grenzen – Lister Platz – Hauptbahnhof – Kröpcke – Markthalle/Landtag – Waterloo – Allerweg – Bahnhof Linden/Fischerhof – Wallensteinstraße – Mühlenberger Markt – Wettbergen              | 10 min (werktags) 15 min (sonn-/feiertags) |
| 7     | Misburg – Schierholzstraße – Paracelsusweg – Noltemeyerbrücke – Vier Grenzen – Lister Platz – Hauptbahnhof – Kröpcke – Markthalle/Landtag – Waterloo – Allerweg – Bahnhof Linden/Fischerhof – Wallensteinstraße – Mühlenberger Markt – Wettbergen | 10 min (werktags) 15 min (sonn-/feiertags) |
| 9     | Hauptbahnhof – Kröpcke – Markthalle/Landtag – Waterloo – Schwarzer Bär – Lindener Marktplatz – Empelde | 10 min (werktags) 15 min (sonn-/feiertags) |
| 12    | Ahlem – Brunnenstraße – Leinaustraße – Am Küchengarten – Glocksee – Waterloo – Markthalle/Landtag – Kröpcke – Hauptbahnhof | Nachtsternverkehr: 60 min (fr–sa)          |
| 13    | Fasanenkrug – Noltemeyerbrücke – Vier Grenzen – Lister Platz – Hauptbahnhof – Kröpcke – Markthalle/Landtag – Waterloo – Allerweg – Bahnhof Linden/Fischerhof – Wallensteinstraße – Hemmingen                                                      | 10 min (werktags) 15 min (sonn-/feiertags) |